# Primera División 2020 (Bolivia)
Il campionato della División de Fútbol Profesional 2020 è stata la 3ª edizione del massimo torneo boliviano di calcio professionistico organizzata dalla nuova Federación Boliviana de Fútbol, che dall'aprile 2018 ha sostituito la defunta Liga del Fútbol Profesional Boliviano.
Il campionato (che ha preso avvio il 21 gennaio 2020) ha visto la partecipazione di 14 squadre, tra cui le due neopromosse Atlético Palmaflor (alla sua prima partecipazione nel massimo campionato boliviano) e Real Santa Cruz.
L'Always Ready ha vinto il suo 3º titolo nella sua storia (il primo dal lontano 1957) grazie alla vittoria per 2-0 contro il Nacional Potosí nella partita conclusiva del Torneo Apertura giocata il 31 dicembre 2020.
Il 16 marzo 2020 la federazione boliviana ha deciso di sospendere lo svolgimento del campionato dopo lo scoppio della pandemia di Covid-19. Il torneo è poi ripreso il 27 novembre 2020.

## Formato
Dopo la sospensione del campionato per la pandemia di COVID-19, il 24 novembre 2020 la FBF ha deciso per la ripresa del campionato e per la disputa del solo Torneo Apertura fino alla fine dell'anno. Le squadre partecipanti hanno inoltre deciso per la mancanza di retrocessioni per la stagione presente.

### Qualificazione coppe internazionali

#### Coppa Libertadores
Alla Coppa Libertadores 2021 si sono qualificate 4 squadre:
- La squadra campione del Torneo Apertura (BOL 1)
- La squadra seconda classificata del Torneo Apertura (BOL 2)
- La squadra terza classificata del Torneo Apertura (BOL 3)
- La squadra quarta classificata del Torneo Apertura (BOL 4)

#### Coppa Sudamericana
Alla Coppa Sudamericana 2021 si sono qualificate 4 squadre:
- La squadra quinta classificata del Torneo Apertura (BOL 1)
- La squadra sesta classificata del Torneo Apertura (BOL 2)
- La squadra settima classificata del Torneo Apertura (BOL 3)
- L'ottava squadra classificata del Torneo Apertura (BOL 4)

## Squadre partecipanti
| Club                  | Città                   | Stadio                                    | 2019                          |
| --------------------- | ----------------------- | ----------------------------------------- | ----------------------------- |
| Always Ready          | El Alto                 | Municipal de Villa Ingenio                | 8º posto in Primera División  |
| Palmaflor del Trópico | Quillacollo             | Municipal de Quillacollo/Félix Capriles   | 1º posto in Segunda División  |
| Aurora                | Cochabamba              | Félix Capriles                            | 12º posto in Primera División |
| Blooming              | Santa Cruz de la Sierra | Ramón Tahuichi Aguilera                   | 6º posto in Primera División  |
| Bolívar               | La Paz                  | Hernando Siles                            | 1º posto in Primera División  |
| Guabirá               | Montero                 | Gilberto Parada                           | 10º posto in Primera División |
| Wilstermann           | Cochabamba              | Félix Capriles                            | 3º posto in Primera División  |
| Nacional Potosí       | Potosí                  | Víctor Agustín Ugarte                     | 4º posto in Primera División  |
| Oriente Petrolero     | Santa Cruz de la Sierra | Ramón Tahuichi Aguilera                   | 7º posto in Primera División  |
| Real Potosí           | Potosí                  | Víctor Agustín Ugarte                     | 11º posto in Primera División |
| Real Santa Cruz       | Santa Cruz de la Sierra | Ramón Tahuichi Aguilera/Gilberto Parada   | 2º posto in Segunda División  |
| Royal Pari            | Santa Cruz de la Sierra | Ramón Tahuichi Aguilera                   | 9º posto in Primera División  |
| San José              | Oruro                   | Jesús Bermúdez                            | 7º posto in Primera División  |
| The Strongest         | La Paz                  | Hernando Siles - Rafael Mendoza Castellón | 2º posto in Primera División  |

## Allenatori e primatisti
| Squadra            | Allenatore                                                                                           | Capocannoniere (tra parentesi il numero dei gol segnati) |
| ------------------ | --- | -------------------------------------------------------- |
| Always Ready       | Eduardo Villegas (1-15) Omar Asad (16-26)                                                            | Javier Andrés Sanguinetti (13)                           |
| Atletico Palmaflor | Humberto Viviani (1-17) Xabier Azkargorta (18-26)                                                    | Jefferson (14)                                           |
| Aurora             | Julio César Baldivieso (1-19) Sergio Zeballos (20-26)                                                | Darwin Ríos Erick Rivera (3)                             |
| Blooming           | Miguel Ponce (1-12) Gabriel Schürrer (13-26)                                                         | Fernando Arismendi (6)                                   |
| Bolívar            | Claudio Vivas (1-12) Wálter Flores (interino) (13-19) Natxo González (20-26)                         | Marcos Riquelme (20)                                     |
| Guabirá            | Víctor Hugo Andrada (1-26)                                                                           | Alejandro Quintana (10)                                  |
| Wilstermann        | Cristian Díaz (1-26)                                                                                 | William Álvarez Cristian Chávez (6)                      |
| Nacional Potosí    | Jeaustin Campos (1-11) Sebastián Núñez (12-26)                                                       | Diego Navarro (7)                                        |
| Oriente Petrolero  | Pablo Sánchez (1-12) Erwin Sánchez (13-26)                                                           | José Castillo (10)                                       |
| Real Potosí        | Walter Grazziosi (1) Marcos Ferrufino (2-12) Cristian Aldirico (13-26)                               | Fran Pastor (10)                                         |
| Real Santa Cruz    | José Peña (1-26)                                                                                     | Lucas Gómez (9)                                          |
| Royal Pari         | Miguel Ángel Portugal (1-12) Miguel Abrigo (13-26)                                                   | Bruno Miranda (12)                                       |
| San José           | Omar Asad (1-13) José Ferrufino (2-12)                                                               | Rodrigo Vargas (8)                                       |
| The Strongest      | Luis Orozco (interino) (1) Mauricio Soria (2-10) Luis Orozco (interino) (11) Alberto Illanes (12-26) | Jair Reinoso (17)                                        |

## Apertura

### Classifica
| Pos. | Squadra               | Pt | G  | V  | N | P  | GF | GS | DR  |
| ---- | --------------------- | -- | -- | -- | - | -- | -- | -- | --- |
| 1.   | Always Ready          | 51 | 26 | 16 | 3 | 7  | 59 | 29 | +30 |
| 2.   | The Strongest         | 50 | 26 | 16 | 2 | 8  | 65 | 35 | +30 |
| 3.   | Bolívar               | 49 | 26 | 15 | 4 | 7  | 60 | 29 | +31 |
| 4.   | Royal Pari            | 46 | 26 | 14 | 4 | 8  | 42 | 34 | +8  |
| 5.   | Wilstermann           | 42 | 26 | 12 | 6 | 8  | 36 | 28 | +8  |
| 6.   | Guabirá               | 42 | 26 | 13 | 3 | 10 | 43 | 43 | 0   |
| 7.   | Nacional Potosí       | 39 | 26 | 11 | 6 | 9  | 34 | 35 | -1  |
| 8.   | Palmaflor del Trópico | 38 | 26 | 11 | 5 | 10 | 29 | 30 | -1  |
| 9.   | Blooming              | 39 | 26 | 12 | 2 | 12 | 38 | 43 | -5  |
| 10.  | Oriente Petrolero     | 30 | 26 | 9  | 3 | 14 | 37 | 51 | -14 |
| 11.  | Aurora                | 23 | 26 | 6  | 5 | 15 | 26 | 37 | -11 |
| 12.  | Real Potosí           | 23 | 26 | 6  | 5 | 15 | 35 | 59 | -24 |
| 13.  | San José              | 23 | 26 | 6  | 5 | 15 | 27 | 52 | -25 |
| 14.  | Real Santa Cruz       | 23 | 26 | 6  | 5 | 15 | 36 | 62 | -26 |

Note:
Fonti: FBF, Flashscore
Tre punti a vittoria, uno a pareggio, zero a sconfitta.
In caso di parità di punti valgono i seguenti criteri: 1) spareggio (solo nel caso delle prime due classificate); 2) differenza reti; 3) gol segnati; 4) gol segnati in trasferta; 5) sorteggio.

### Risultati

#### Girone di andata
| Blooming        | 1 - 1 | Real Santa Cruz   | 21.1.2020 | Always Ready      | 1 - 0 | Aurora          | 25.1.2020 | Royal Pari      | 1 - 0 | Bolívar           | 29.1.2020 |
| Aurora          | 4 - 0 | Real Potosí       | 22.1.2020 | Atl. Palmaflor    | 1 - 0 | Royal Pari      | 25.1.2020 | The Strongest   | 3 - 2 | Real Potosí       | 29.1.2020 |
| Guabirá         | 2 - 1 | Always Ready      | 22.1.2020 | San José          | 2 - 5 | Bolívar         | 25.1.2020 | Nacional Potosí | 4 - 2 | Atl. Palmaflor    | 29.1.2020 |
| Bolívar         | 3 - 1 | Atl. Palmaflor    | 22.1.2020 | Real Potosí       | 1 - 3 | Blooming        | 26.1.2020 | Blooming        | 0 - 2 | Always Ready      | 29.1.2020 |
| Royal Pari      | 1 - 0 | Oriente Petrolero | 22.1.2020 | Wilstermann       | 1 - 0 | Guabirá         | 26.1.2020 | Guabirá         | 1 - 2 | Oriente Petrolero | 30.1.2020 |
| Nacional Potosí | 1 - 0 | Wilstermann       | 23.1.2020 | Oriente Petrolero | 1 - 0 | Nacional Potosí | 26.1.2020 | Aurora          | 2 - 1 | Wilstermann       | 30.1.2020 |
| The Strongest   | 3 - 0 | San José          | 4.3.2020  | Real Santa Cruz   | 3 - 2 | The Strongest   | 26.1.2020 | Real Santa Cruz | 1 - 1 | San José          | 5.2.2020  |

| Always Ready      | 4 - 1 | The Strongest   | 1.2.2020 | Aurora          | 0 - 0 | Atl. Palmaflor    | 8.2.2020 | Always Ready      | 4 - 1 | Real Potosí     | 12.2.2020 |
| San José          | 0 - 2 | Royal Pari      | 1.2.2020 | Nacional Potosí | 0 - 0 | Royal Pari        | 8.2.2020 | Bolívar           | 3 - 0 | Aurora          | 12.2.2020 |
| Bolívar           | 4 - 0 | Nacional Potosí | 1.2.2020 | The Strongest   | 0 - 1 | Wilstermann       | 8.2.2020 | San José          | 1 - 1 | Nacional Potosí | 12.2.2020 |
| Wilstermann       | 3 - 0 | Blooming        | 2.2.2020 | Always Ready    | 6 - 0 | Real Santa Cruz   | 9.2.2020 | Royal Pari        | 2 - 1 | Guabirá         | 12.2.2020 |
| Real Potosí       | 2 - 1 | Real Santa Cruz | 2.2.2020 | Guabirá         | 2 - 1 | Bolívar           | 9.2.2020 | Atl. Palmaflor    | 2 - 1 | Blooming        | 13.2.2020 |
| Oriente Petrolero | 2 - 1 | Aurora          | 2.2.2020 | Real Potosí     | 2 - 1 | San José          | 9.2.2020 | Wilstermann       | 0 - 0 | Real Santa Cruz | 13.2.2020 |
| Atl. Palmaflor    | 2 - 0 | Guabirá         | 2.2.2020 | Blooming        | 3 - 1 | Oriente Petrolero | 9.2.2020 | Oriente Petrolero | 0 - 3 | The Strongest   | 15.3.2020 |

| Always Ready    | 1 - 2 | San José          | 15.2.2020 | Bolívar         | 5 - 4 | The Strongest     | 21.2.2020 | Always Ready    | 4 - 2 | Oriente Petrolero | 26.2.2020 |
| Guabirá         | 1 - 0 | Nacional Potosí   | 15.2.2020 | San José        | 2 - 2 | Guabirá           | 21.2.2020 | Real Potosí     | 1 - 0 | Atl. Palmaflor    | 26.2.2020 |
| Real Potosí     | 4 - 1 | Wilstermann       | 16.2.2020 | Atl. Palmaflor  | 2 - 1 | Real Santa Cruz   | 22.2.2020 | Wilstermann     | 1 - 2 | San José          | 26.2.2020 |
| Real Santa Cruz | 1 - 5 | Oriente Petrolero | 16.2.2020 | Royal Pari      | 2 - 3 | Blooming          | 23.2.2020 | Real Santa Cruz | 2 - 4 | Bolívar           | 27.2.2020 |
| The Strongest   | 1 - 0 | Atl. Palmaflor    | 16.2.2020 | Nacional Potosí | 2 - 1 | Aurora            | 23.2.2020 | Aurora          | 2 - 0 | Guabirá           | 27.2.2020 |
| Blooming        | 2 - 1 | Bolívar           | 16.2.2020 | Wilstermann     | 2 - 0 | Always Ready      | 23.2.2020 | The Strongest   | 4 - 0 | Royal Pari        | 27.2.2020 |
| Aurora          | 0 - 1 | Royal Pari        | 17.2.2020 | Real Potosí     | 2 - 2 | Oriente Petrolero | 4.3.2020  | Blooming        | 2 - 1 | Nacional Potosí   | 27.2.2020 |

| Nacional Potosí   | 3 - 1 | The Strongest   | 1.3.2020 | Real Santa Cruz | 2 - 1 | Nacional Potosí   | 6.3.2020 | Royal Pari      | 4 - 1 | Always Ready      | 11.3.2020 |
| Bolívar           | 0 - 0 | Real Potosí     | 1.3.2020 | Always Ready    | 2 - 1 | Bolívar           | 7.3.2020 | Atl. Palmaflor  | 1 - 0 | Oriente Petrolero | 11.3.2020 |
| San José          | 1 - 0 | Aurora          | 1.3.2020 | Wilstermann     | 2 - 1 | Atl. Palmaflor    | 7.3.2020 | San José        | 1 - 0 | Blooming          | 12.3.2020 |
| Oriente Petrolero | 0 - 1 | Wilstermann     | 1.3.2020 | Blooming        | 3 - 0 | Aurora            | 7.3.2020 | Aurora          | 1 - 2 | The Strongest     | 13.3.2020 |
| Atl. Palmaflor    | 2 - 0 | Always Ready    | 2.3.2020 | The Strongest   | 6 - 2 | Guabirá           | 8.3.2020 | Bolívar         | 1 - 1 | Wilstermann       | 14.3.2020 |
| Royal Pari        | 0 - 2 | Real Santa Cruz | 2.3.2020 | Real Potosí     | 2 - 2 | Royal Pari        | 8.3.2020 | Nacional Potosí | 4 - 0 | Real Potosí       | 15.3.2020 |
| Guabirá           | 1 - 1 | Blooming        | 3.3.2020 | San José        | 4 - 1 | Oriente Petrolero | 8.3.2020 | Guabirá         | 1 - 0 | Real Santa Cruz   | 15.3.2020 |

| 13ª giornata      | 13ª giornata | 13ª giornata    | 13ª giornata |
| Locali            | R            | Ospiti          | Giorno       |
| ----------------- | ------------ | --------------- | ------------ |
| Always Ready      | 2 - 2        | Nacional Potosí | 27.11.2020   |
| Real Santa Cruz   | 4 - 2        | Aurora          | 27.11.2020   |
| Real Potosí       | 0 - 1        | Guabirá         | 27.11.2020   |
| Oriente Petrolero | 3 - 4        | Bolívar         | 28.11.2020   |
| Atl. Palmaflor    | 5 - 0        | San José        | 28.11.2020   |
| The Strongest     | 3 - 0        | Blooming        | 28.11.2020   |
| Wilstermann       | 2 - 3        | Royal Pari      | 29.11.2020   |

#### Girone di ritorno
| Real Santa Cruz   | 0 - 2 | Blooming        | 30.11.2020 | The Strongest   | 4 - 2 | Real Santa Cruz   | 3.12.2020 | Atl. Palmaflor    | 0 - 0 | Nacional Potosí | 6.12.2020 |
| Wilstermann       | 2 - 1 | Nacional Potosí | 30.11.2020 | Royal Pari      | 3 - 1 | Atl. Palmaflor    | 3.12.2020 | Bolívar           | 4 - 0 | Real Potosí     | 6.12.2020 |
| San José          | 1 - 1 | The Strongest   | 30.11.2020 | Nacional Potosí | 2 - 1 | Oriente Petrolero | 3.12.2020 | Real Potosí       | 3 - 5 | The Strongest   | 6.12.2020 |
| Always Ready      | 2 - 0 | Guabirá         | 1.12.2020  | Blooming        | 2 - 1 | Real Potosí       | 4.12.2020 | Oriente Petrolero | 2 - 3 | Guabirá         | 7.12.2020 |
| Atl. Palmaflor    | 1 - 0 | Bolívar         | 1.12.2020  | Aurora          | 1 - 1 | Always Ready      | 4.12.2020 | Always Ready      | 8 - 0 | Blooming        | 7.12.2020 |
| Real Potosí       | 2 - 1 | Aurora          | 1.12.2020  | Bolívar         | 2 - 0 | San José          | 4.12.2020 | San José          | 4 - 1 | Real Santa Cruz | 7.12.2020 |
| Oriente Petrolero | 2 - 2 | Royal Pari      | 2.12.2020  | Guabirá         | 1 - 3 | Wilstermann       | 5.12.2020 | Wilstermann       | 1 - 1 | Aurora          | 8.12.2020 |

| Guabirá         | 2 - 0 | Atl. Palmaflor    | 8.12.2020  | San José          | 1 - 2 | Real Potosí     | 11.12.2020 | Nacional Potosí | 3 - 2 | San José          | 13.12.2020 |
| Nacional Potosí | 1 - 1 | Bolívar           | 9.12.2020  | Bolívar           | 5 - 0 | Guabirá         | 11.12.2020 | Real Santa Cruz | 1 - 3 | Wilstermann       | 14.12.2020 |
| Royal Pari      | 2 - 0 | San José          | 9.12.2020  | Royal Pari        | 4 - 1 | Nacional Potosí | 11.12.2020 | The Strongest   | 7 - 0 | Oriente Petrolero | 14.12.2020 |
| Real Santa Cruz | 3 - 1 | Real Potosí       | 9.12.2020  | Wilstermann       | 0 - 0 | The Strongest   | 12.12.2020 | Blooming        | 3 - 1 | Atl. Palmaflor    | 15.12.2020 |
| The Strongest   | 2 - 0 | Always Ready      | 9.12.2020  | Real Santa Cruz   | 0 - 3 | Always Ready    | 12.12.2020 | Aurora          | 0 - 1 | Bolívar           | 15.12.2020 |
| Blooming        | 2 - 1 | Wilstermann       | 10.12.2020 | Atl. Palmaflor    | 1 - 0 | Aurora          | 12.12.2020 | Real Potosí     | 3 - 5 | Always Ready      | 16.12.2020 |
| Aurora          | 2 - 1 | Oriente Petrolero | 10.12.2020 | Oriente Petrolero | 1 - 0 | Blooming        | 13.12.2020 | Guabirá         | 4 - 2 | Royal Pari        | 16.12.2020 |

| Atl. Palmaflor    | 2 - 1 | The Strongest   | 16.12.2020 | Real Santa Cruz   | 2 - 1 | Atl. Palmaflor  | 19.12.2020 | Nacional Potosí   | 1 - 0 | Blooming        | 21.12.2020 |
| Oriente Petrolero | 3 - 2 | Real Santa Cruz | 17.12.2020 | Aurora            | 1 - 1 | Nacional Potosí | 19.12.2020 | Royal Pari        | 1 - 0 | The Strongest   | 21.12.2020 |
| Royal Pari        | 1 - 0 | Aurora          | 17.12.2020 | The Strongest     | 2 - 1 | Bolívar         | 19.12.2020 | San José          | 0 - 2 | Wilstermann     | 22.12.2020 |
| Nacional Potosí   | 1 - 0 | Guabirá         | 17.12.2020 | Blooming          | 1 - 0 | Royal Pari      | 20.12.2020 | Atl. Palmaflor    | 0 - 0 | Real Potosí     | 22.12.2020 |
| Bolívar           | 3 - 0 | Blooming        | 17.12.2020 | Always Ready      | 1 - 0 | Wilstermann     | 20.12.2020 | Bolívar           | 4 - 0 | Real Santa Cruz | 22.12.2020 |
| San José          | 1 - 3 | Always Ready    | 17.12.2020 | Guabirá           | 4 - 0 | San José        | 20.12.2020 | Oriente Petrolero | 2 - 0 | Always Ready    | 22.12.2020 |
| Wilstermann       | 3 - 1 | Real Potosí     | 18.12.2020 | Oriente Petrolero | 2 - 0 | Real Potosí     | 21.12.2020 | Guabirá           | 2 - 1 | Aurora          | 23.12.2020 |

| Wilstermann     | 2 - 2 | Oriente Petrolero | 24.12.2020 | Atl. Palmaflor    | 1 - 1 | Wilstermann     | 27.12.2020 | Blooming          | 4 - 0 | San José        | 29.12.2020 |
| Real Santa Cruz | 2 - 4 | Royal Pari        | 24.12.2020 | Oriente Petrolero | 1 - 0 | San José        | 27.12.2020 | The Strongest     | 2 - 0 | Aurora          | 29.12.2020 |
| The Strongest   | 3 - 0 | Nacional Potosí   | 24.12.2020 | Royal Pari        | 1 - 1 | Real Potosí     | 27.12.2020 | Real Santa Cruz   | 4 - 4 | Guabirá         | 29.12.2020 |
| Aurora          | 2 - 0 | San José          | 25.12.2020 | Nacional Potosí   | 1 - 0 | Real Santa Cruz | 27.12.2020 | Real Potosí       | 2 - 3 | Nacional Potosí | 29.12.2020 |
| Always Ready    | 4 - 0 | Atl. Palmaflor    | 25.12.2020 | Guabirá           | 3 - 2 | The Strongest   | 27.12.2020 | Always Ready      | 2 - 1 | Royal Pari      | 29.12.2020 |
| Blooming        | 1 - 2 | Guabirá           | 25.12.2020 | Aurora            | 3 - 2 | Blooming        | 27.12.2020 | Wilstermann       | 2 - 0 | Bolívar         | 29.12.2020 |
| Real Potosí     | 2 - 3 | Bolívar           | 26.12.2020 | Bolívar           | 0 - 0 | Always Ready    | 27.12.2020 | Oriente Petrolero | 0 - 1 | Atl. Palmaflor  | 29.12.2020 |

| 26ª giornata    | 26ª giornata | 26ª giornata      | 26ª giornata |
| Locali          | R            | Ospiti            | Giorno       |
| --------------- | ------------ | ----------------- | ------------ |
| San José        | 1 - 1        | Atl. Palmaflor    | 31.12.2020   |
| Bolívar         | 4 - 1        | Oriente Petrolero | 31.12.2020   |
| Royal Pari      | 3 - 0        | Wilstermann       | 31.12.2020   |
| Nacional Potosí | 0 - 2        | Always Ready      | 31.12.2020   |
| Guabirá         | 4 - 0        | Real Potosí       | 31.12.2020   |
| Aurora          | 1 - 1        | Real Santa Cruz   | 31.12.2020   |
| Blooming        | 1 - 3        | The Strongest     | 31.12.2020   |

## Clausura
A causa della pandemia di COVID-19 e della conseguente sospensione del Torneo Apertura, come anche per il bisogno di concludere tale torneo (una volta ripreso) entro la fine dell'anno 2020, il Torneo Clausura non è stato disputato.

## Statistiche

### Individuali

#### Classifica marcatori
| Gol | Rigori |  | Giocatore          | Squadra            |
| --- | ------ |  | ------------------ | ------------------ |
| 20  | 0      |  | Marcos Riquelme    | Bolivar            |
| 17  | 4      |  | Jair Reinoso       | The Strongest      |
| 14  | 2      |  | Jefferson          | Atletico Palmaflor |
| 13  | 4      |  | Willie             | The Strongest      |
| 13  | 2      |  | Javier Sanguinetti | Always Ready       |
| 12  | 1      |  | Bruno Miranda      | Royal Pari         |